# Список автовиробників Індії
Це список існуючих і ліквідованих автомобільних виробників Індії.

## Існуючі автовиробники
- Ashok Leyland (1948–дотепер)
- Bajaj Auto (1945–дотепер)
- Eicher Motors (1948–дотепер)
- Force Motors (1958–дотепер)
- Hindustan Motors (1942–дотепер)
- Hradyesh (2011–дотепер)
- ICML (2003–дотепер)

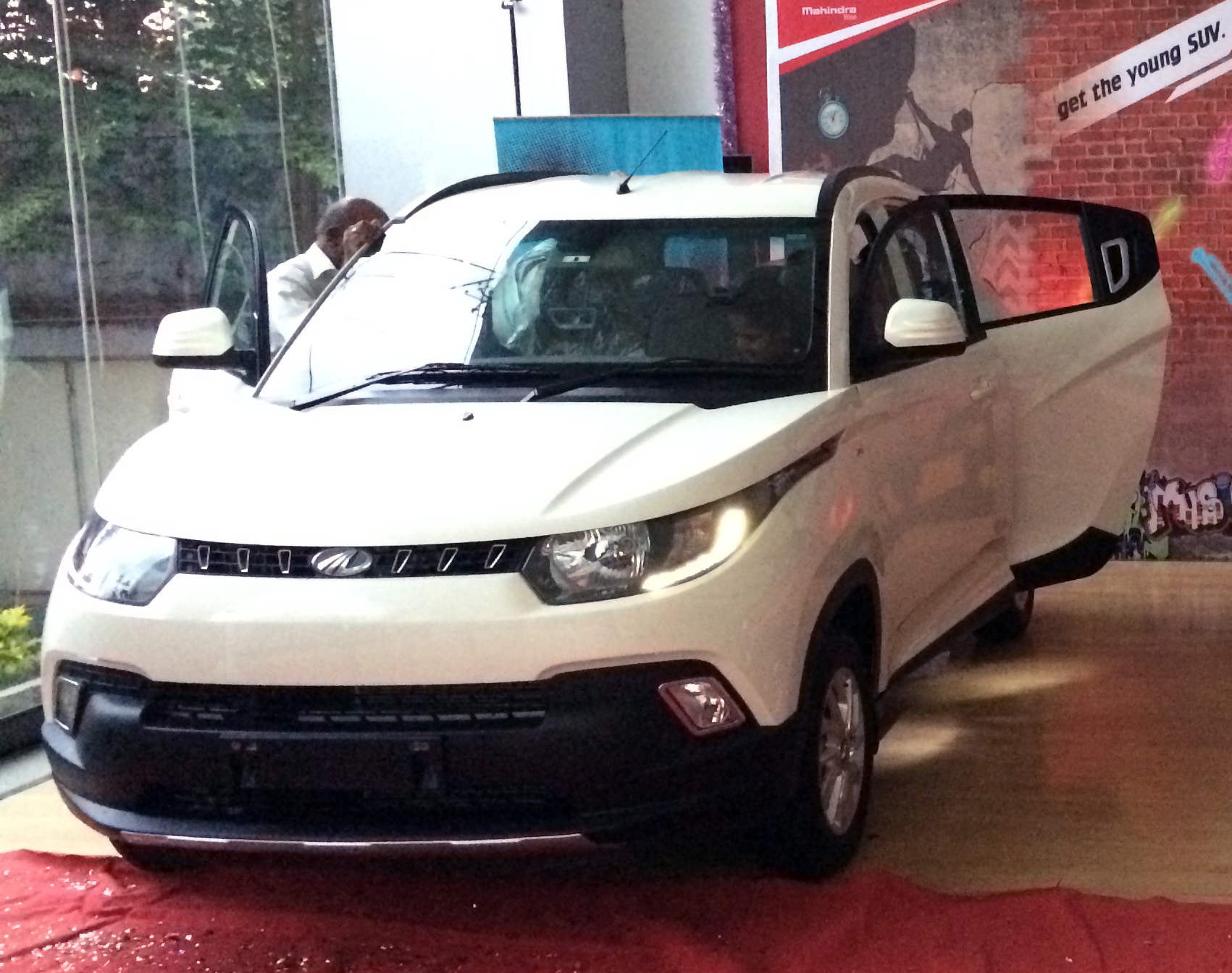
Mahindra KUV100

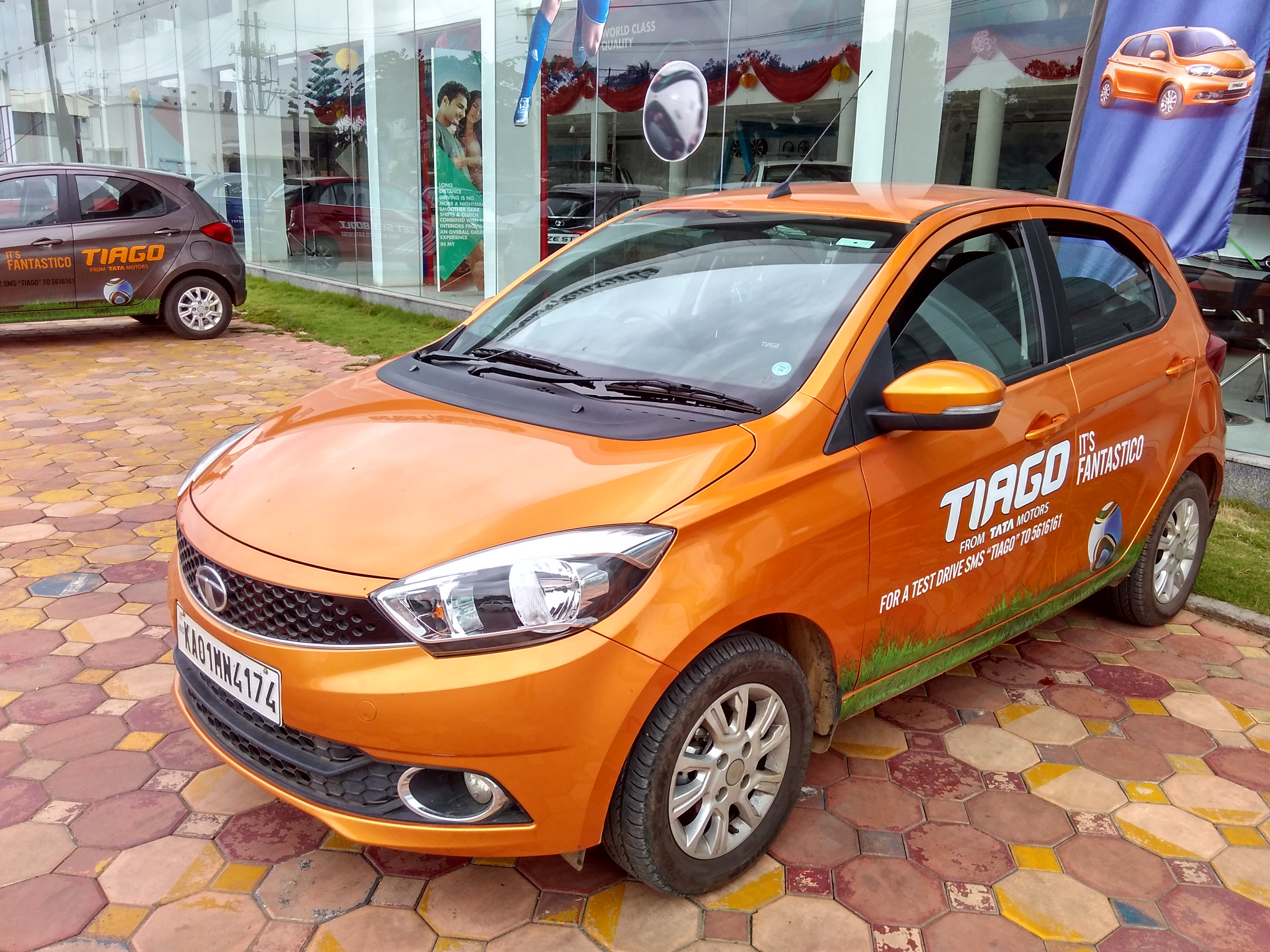
Tata Tiago

- Kerala Automobiles Limited (1984–дотепер)
- Mahindra & Mahindra (1945–дотепер)
  - Reva (1994–дотепер)
- Pravaig Dynamics (2011–дотепер)
- Premier (1944–дотепер)
- Tara International (1978–дотепер)
- Tata Motors (1945–дотепер)
- Vehicle Factory Jabalpur (1969–дотепер)

### Іноземні виробники (автоскладальні та спільні підприємства)
- BMW India (2006–present)
  - Mini India (2013–дотепер)
- Citroën India (2021–дотепер)
- Ford India (1995–дотепер)
- Honda Cars India (1995–дотепер)

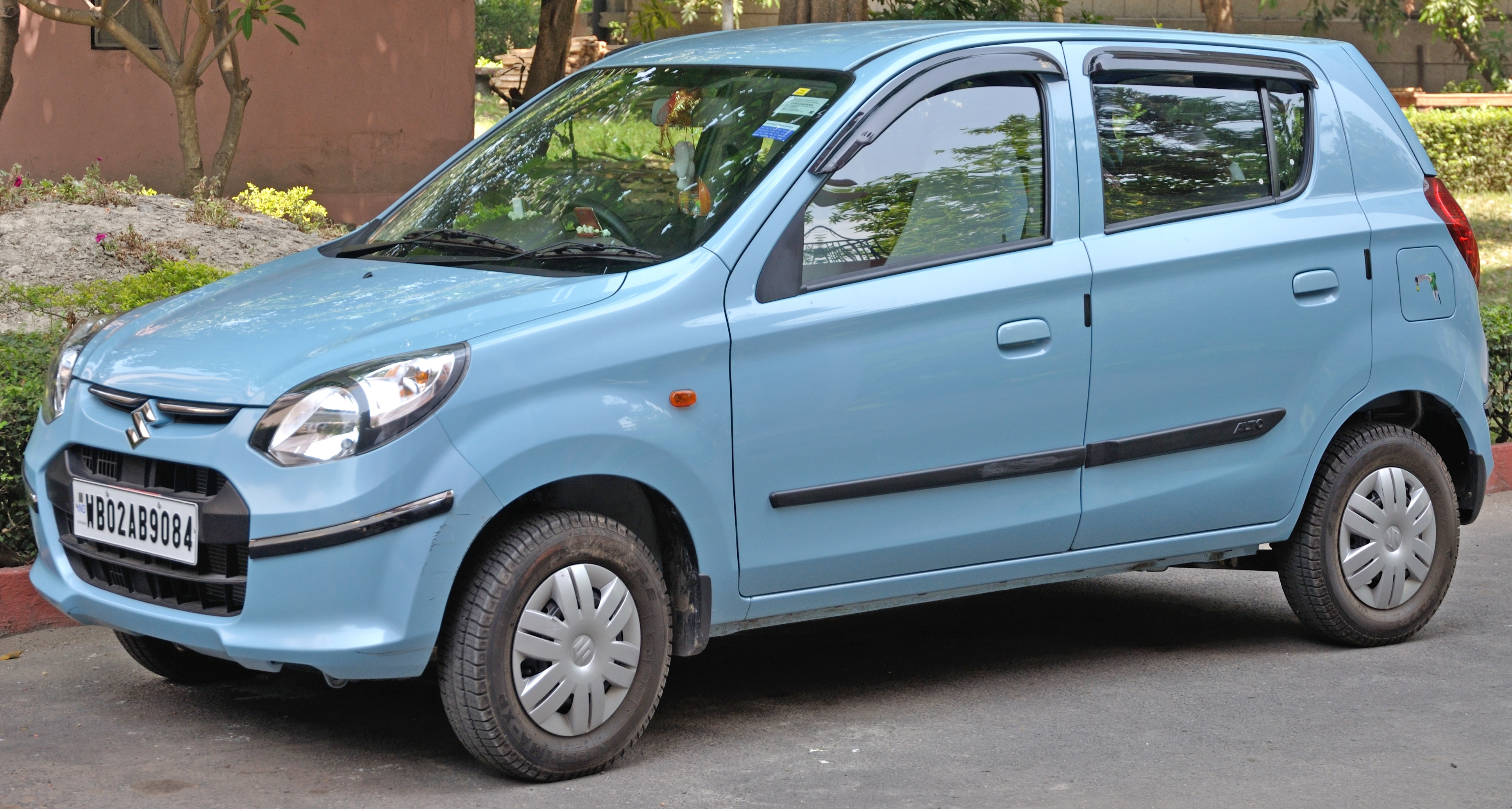
Maruti Suzuki Alto

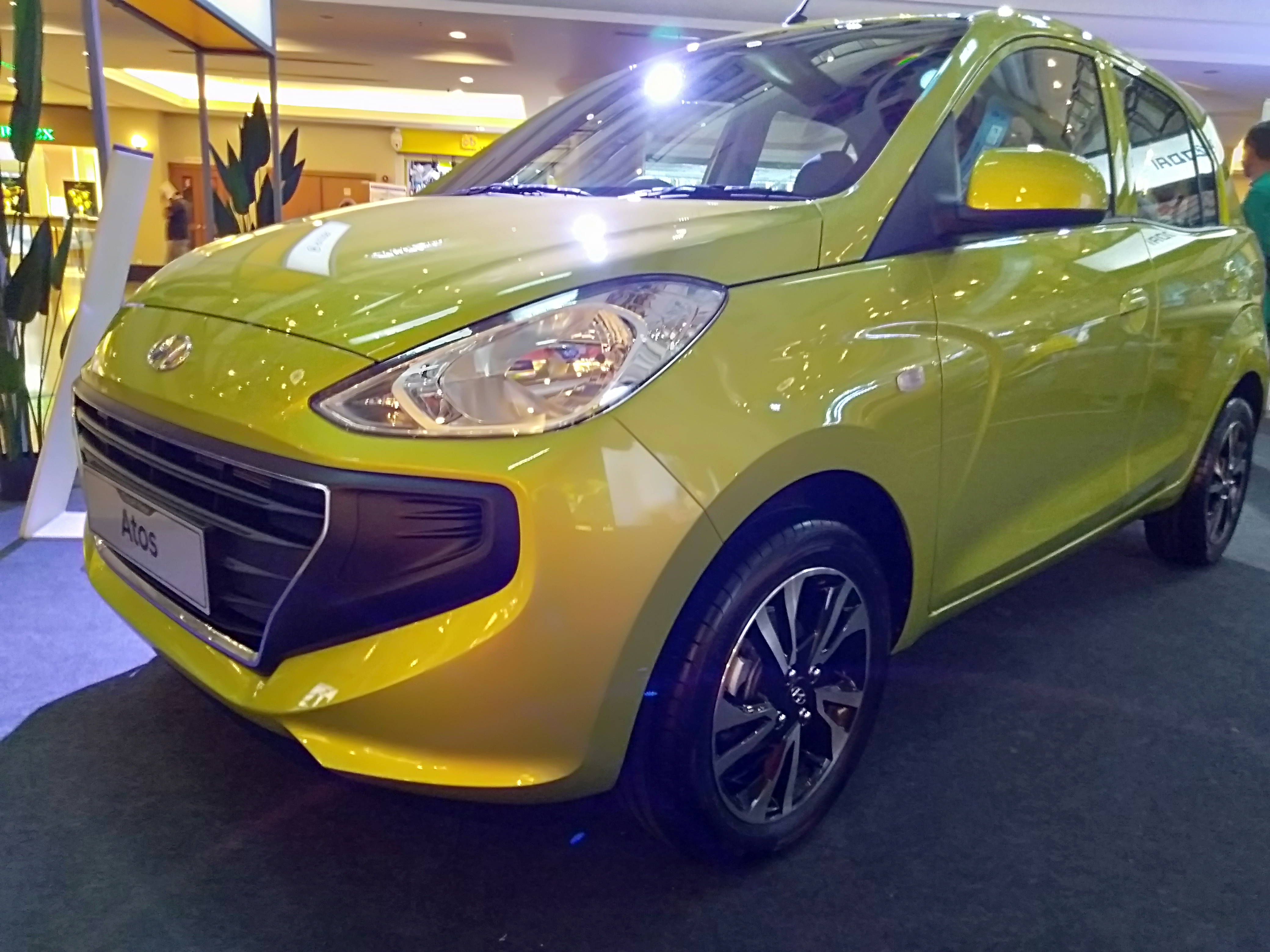
Hyundai Santro

- Hyundai Motor India (1996–дотепер)
- Isuzu Motors India (2012–дотепер)
- Jaguar Land Rover India (2008–дотепер)
- FCA India Automobiles (2012–дотепер)
  - Jeep India (2016–дотепер)
- Kia Motors India (2017–дотепер)
- Maruti Suzuki (1981–дотепер)
- Mercedes-Benz India (1994–дотепер)
- MG Motor India (2017–дотепер)
- Nissan Motor India (2005–дотепер)
  - Datsun India (2014–дотепер)
- Renault India (2005–дотепер)
- Toyota Kirloskar Motor (1997–дотепер)
  - Lexus India (2020–дотепер)
- Volkswagen India (2007–дотепер)
  - Audi India (2007–дотепер)
  - Porsche India (2004–дотепер)
  - Škoda India (2001–дотепер)

## Ліквідовані

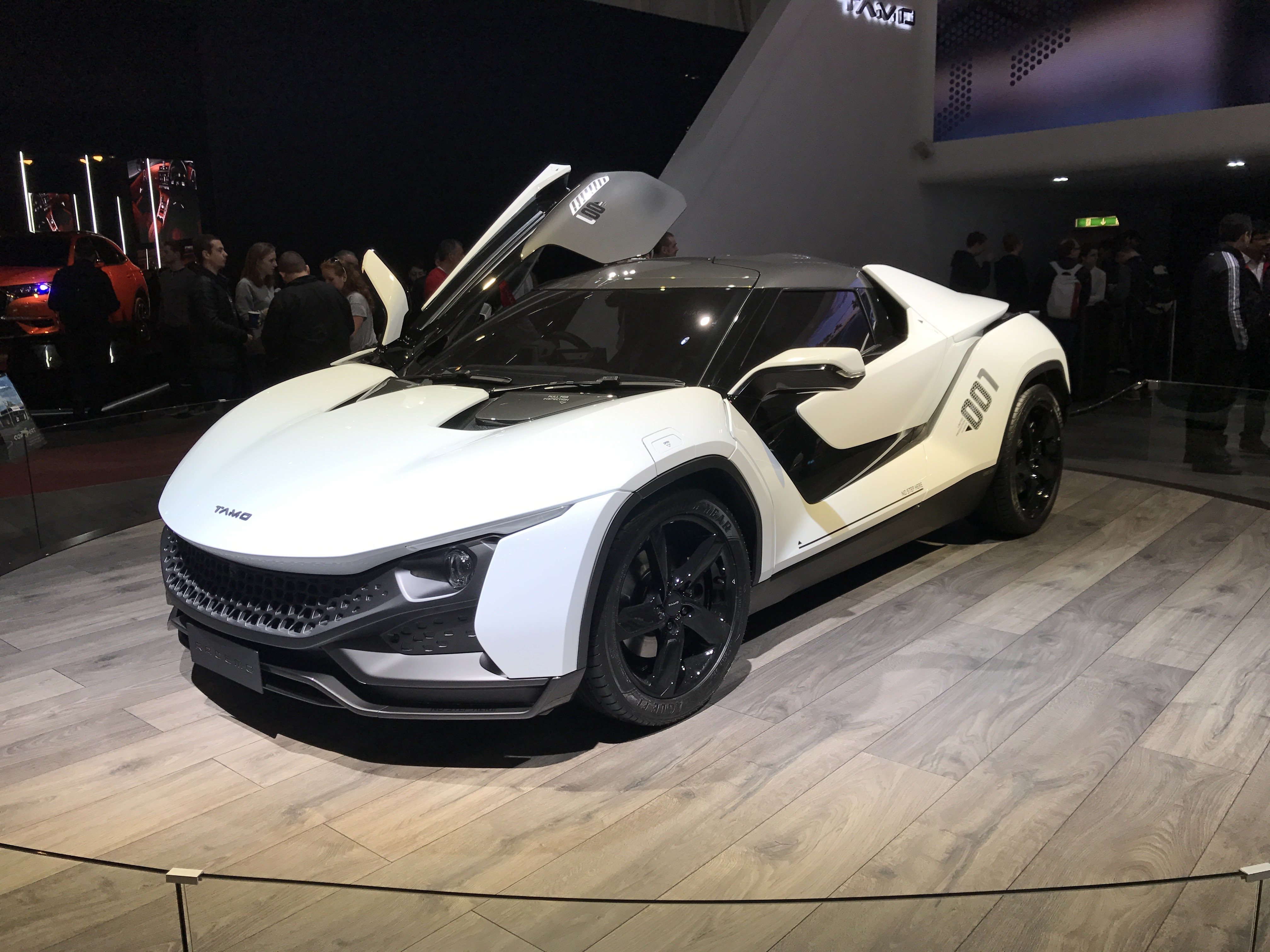
Tamo Racemo

- Chinkara Motors (2003–2016)
- Multix[1] (2015–2018), спільне підприємство між Eicher Motors та Polaris Industries
- Rajah Motors (1981–2009)
- San Motors (1996–2013)
- Sipani (1978–1997)
- Standard Motor Products (1948–2006)
- Swaraj Mazda (1983–2011)
- Tata Motors (зняті з виробництва та дочірні компанії)
  - Tamo[2][3] (2016–2017)

### Ліквідовані іноземні виробники та спільні підприємства
- Daewoo Motors India (1995-2003)
- FCA India Automobiles (зняті з виробництва та дочірні компанії)
  - Fiat India (1996–2018)
- General Motors India (1995–2017)
  - Chevrolet India (2003–2017)
  - Opel India (1996–2006)
- Mahindra Renault (2007–2010)
- Swaraj Mazda (1983–2011)